# Eiðisvatn
Eiðisvatn är en sjö i Färöarna (Kungariket Danmark). Den ligger i på ön Eysturoy i kommunen Eiði och sýslan Eysturoya sýsla, i den norra delen av landet, 30 km norr om huvudstaden Tórshavn. Eiðisvatn ligger 211 meter över havet. Den högsta punkten i närheten är Slættaratindur, 882 meter över havet, 1,6 km nordost om Eiðisvatn.
Sjön har en yta på 1,14 kvadratkilometer och är vattenmagasin för Eiði kraftverk. Innan utbyggnaden av vattenkraften var Eiðisvatn Färöarnas femte största naturliga sjö.